# UFC on Fuel TV: Nogueira vs. Werdum
UFC on Fuel TV: Nogueira vs. Werdum (también conocido como UFC on Fuel TV 10) fue un evento de artes marciales mixtas celebrado Ultimate Fighting Championship el 8 de junio de 2013 en el Ginásio Paulo Sarasate, en Fortaleza, Brasil.

## Historia
El evento principal contó con una revancha de peso pesado entre los entrenadores de The Ultimate Fighter: Brazil 2 Antônio Rodrigo Nogueira y Fabrício Werdum, en su primera pelea en PRIDE, "Minotauro" Nogueira ganó por decisión unánime en el año 2006.
La tarjeta principal también contó con la final de peso wélter de la segunda temporada de The Ultimate Fighter: Brazil 2. La final fue programada originalmente para que fuera Santiago Ponzinibbio vs. William Macário. Sin embargo, Ponzinibbio se fracturó la mano durante su pelea en la semifinal y fue reemplazado por el semifinalista Leonardo Santos.
La pelea entre Thiago Silva y Rafael Cavalcante, vinculada a UFC 162, se trasladó a este evento para reforzar la tarjeta.
Se esperaba que John Hathaway se enfrentara a Erick Silva en el evento. Sin embargo, Hathaway fue sacado de la pelea a finales de abril y fue sustituido por Jason High que ya estaba previsto en la tarjeta contra Ildemar Alcântara. Alcãntara finalmente se enfrentó con el recién llegado a la promoción Leandro Silva.
La tarjeta de este evento rompió el récord de sumisiones en un solo evento de UFC. Un total de ocho al finalizar el evento, superando el número total anterior de seis que estaba en manos de tres eventos.

## Resultados
1. ↑  Final de Peso Wélter TUF Brazil 2.

## Premios extra
Cada peleador recibió un bono de $50,000.
- Pelea de la Noche: Thiago Silva vs. Rafael Cavalcante
- KO de la Noche: Thiago Silva
- Sumisión de la Noche: Erick Silva